# Restauration à thème
 (août 2017).
Si vous disposez d'ouvrages ou d'articles de référence ou si vous connaissez des sites web de qualité traitant du thème abordé ici, merci de compléter l'article en donnant les références utiles à sa vérifiabilité et en les liant à la section « Notes et références ».
La restauration à thème est un mode de restauration dont l'offre de prestation, des menus, comme la décoration de l'établissement sont influencés par un thème donné. Il peut s'agir d'un thème[réf. nécessaire] :
- ethnique : restaurant japonais, restaurant africain,...
- régionaliste : créperie bretonne, bougnat,...
- produit : La boucherie, La criée, restaurant végétarien,
- conceptualisé (mode alimentaire) :  restaurant circuit-court, restaurant végan, restaurant bio, ...

Il existe des formations universitaires spécifiques[Lesquelles ?] au management de ce type de restauration.